# Arthur Samuel
Pour les articles homonymes, voir Samuel.
Arthur Lee Samuel, né le 5 décembre 1901 et mort le 29 juillet 1990, est un pionnier américain du jeu sur ordinateur, de l'intelligence artificielle et de l'apprentissage automatique,.
Son programme de dames est le premier programme d'auto-apprentissage et l'une des premières démonstrations du concept fondamental de l'intelligence artificielle. Il est également l'un des membres importants de la communauté TeX, et a notamment écrit l'un des premiers manuels en 1983.